# ماركو باسارا
ماركو باسارا هو لاعب كرة قدم صربي في مركز الوسط، ولد في 27 يوليو 1984 في بلغراد في صربيا. لعب مع زرينيسكي موستار وسي إس باندوري تارغو جيو ونادي تراكتور سازي ونادي تشوكاريتشكي ونادي رادنيك بيلينا.

## وصلات خارجية
- ماركو باسارا على موقع قاعدة بيانات كرة القدم.إي يو (الإنجليزية)
- ماركو باسارا على موقع Soccerway.com (الإنجليزية)